# 江華島
江華島（：／ Ganghwa do */?）位於韓國首爾特別市西北、南北停戰線附近的島嶼。简称：“沁”（朝鲜申櫶著有《沁行日记》）。有堑星坛、傳燈寺等古迹。

## 地理
江华湾内最大的岛屿。略呈长方形，位于汉江口。島嶼面積約302.6平方公里，是韓國第5大島。行政上屬於仁川廣域市江華郡。1970年建有江華大橋與陸地相連。海岸线长约100公里。
島南的摩尼山是全島最高峰，高468公尺。
人口约13.8万。首府江华。江华、东漠为岛上的主要城镇。辖区包括乔桐、三山、席毛等岛。
自古为西海岸海防要塞。在朝鮮王朝時代，江華島是流配罪人和王族逃亡的地方。

## 歷史
13世紀初，蒙古入侵高麗。1232年，高麗國王遷都江華島，約在這個時候刻制了《高麗大藏經》。
1270年，首都遷回開城。
1506年，中宗反正事件發生，燕山君遭成希顏、朴元宗等一眾儒臣武將廢除，被送到江華島流放，並在那裡死去。
1623年，光海君遭到仁祖流放至江华岛。
1866年，擊退因興宣大院君屠殺天主教徒，導致丙寅洋擾而來的法國軍隊。
1871年，擊退因謝爾曼將軍號事件而來的美國艦隊。
1875年，對日本軍艦雲揚號砲擊（參見：江華島事件）。
1876年2月26日，《江华条约》(原名《朝日修好条规》)簽訂。
1951年，江華良民虐殺事件。
2011年，江華島海軍陸戰隊槍擊案。